# Rukai (langue)
Cet article concerne langue rukai. Pour le peuple rukai, voir Rukai.
Le rukai est une langue austronésienne de la branche des langues formosanes parlée à Taïwan.

## Dialectes
Le rukai est un ensemble de six dialectes, le budai, le labuan, le maga, le mantauran, le tanan et le tona.

## Phonologie
Les tableaux des phonèmes présentent les voyelles et les consonnes du rukai.

### Voyelles
|         | Antérieure | Centrale | Postérieure |
| ------- | ---------- | -------- | ----------- |
| Fermée  | i [i]      |          | u [u]       |
| Ouverte |            | e [ə]    |             |
| Ouverte |            | a [a]    |             |

### Consonnes
|              |              | Bilabiales | Dentales | Alvéolaires | Alvéolaires | Rétrofl. | Dorsales | Dorsales | Glottales |
| ------------ | ------------ | ---------- | -------- | ----------- | ----------- | -------- | -------- | -------- | --------- |
| Centrales    | Latérales    | Bilabiales | Dentales | Palatales   | Vélaires    | Rétrofl. |          |          | Glottales |
| Occlusives   | Sourde       | p [p]      |          | t [t]       |             |          |          | k [k]    | ʔ [ʔ]     |
| Occlusives   | Sonore       | b [b]      |          | d [d]       |             | ɖ [ɖ]    |          | g [g]    |           |
| Affriquée    | Affriquée    |            | ʦ [t͡s]   |             |             |          |          |          |           |
| Fricative    | Sourde       |            | θ [θ]    | s [s]       |             |          |          |          |           |
| Fricative    | Sonore       | v [v]      | ð [ð]    |             |             |          |          |          |           |
| Nasale       | Nasale       | m [m]      |          | n [n]       |             |          |          | ŋ [ŋ]    |           |
| Liquide      | Liquide      |            |          | r [r]       | l [l]       | ɭ [ɭ]    |          |          |           |
| Semi-voyelle | Semi-voyelle | w [w]      |          |             |             |          | y [j]    |          |           |

## Sources
- (zh) Chén Kāng, Taiwan Gaoshanzu Yuyan, Zhongguo Minzu Xuéyuàn Chubanshe, 1992.
- (en) Zeitoun, Elizabeth, The pronominal System of Mantauran, Oceanic Linguistics 36:2, pp. 312-346, 1997.